# Tom Walls
Pour les articles homonymes, voir Walls.
Tom Walls est un acteur, réalisateur, producteur et scénariste britannique né le 18 février 1883 à Kingsthorpe (Royaume-Uni), mort le 27 novembre 1949 à Ewell (Royaume-Uni).

## Filmographie

### comme acteur
- 1930 : Rookery Nook : Clive Popkiss
- 1930 : On Approval : Duke of Bristol
- 1930 : Canaries Sometimes Sing : Geoffrey Lymes
- 1931 : A Night Like This : Michael Mahoney (+ scénariste)
- 1931 : Plunder : Freddie Malone
- 1932 : Thark : Sir Hector Benbow
- 1932 : Leap Year : Sir Peter Traillon
- 1933 : Turkey Time : Max Wheeler
- 1933 : The Blarney Stone : Tim Fitzgerald
- 1933 : Leave It to Smith : Smith
- 1933 : A Cuckoo in the Nest : Maj. Bone
- 1934 : A Cup of Kindness : Fred Tutt
- 1935 : Me and Marlborough : Duke of Marlborough
- 1935 : Lady in Danger : Richard Dexter
- 1935 : Foreign Affaires : Capt. the Hon. Archibald Gore
- 1935 : Fighting Stock : Brig. Gen. Sir Donald Rowley
- 1935 : Stormy Weaver : Sir Duncan Craggs
- 1936 : Pot Luck : Inspector Fitzpatrick
- 1936 : Dishonour Bright : Stephen Champion
- 1937 : For Valour : Doubleday
- 1938 : Second Best Bed : Victor Garnett
- 1938 : Old Iron : Sir Henry Woodstock
- 1938 : Strange Boarders : Tommy Blythe
- 1938 : Crackerjack : Jack Drake
- 1939 : The Van Dyck (TV) : Arthur Blair Woldingham
- 1943 : Undercover : Kossan Petrovitch
- 1943 : Contre-espionnage (They Met in the Dark) : Christopher Child
- 1944 : L'Auberge fantôme (The Halfway House) : Captain Harry Meadows
- 1944 : Love Story : Tom Tanner
- 1945 : Johnny Frenchman : Nat Pomeroy
- 1946 : This Man Is Mine : Philip Ferguson
- 1947 : While I Live : Nehemiah
- 1947 : Master of Bankdam : Simeon Crowther Sr.
- 1948 : Spring in Park Lane : Uncle Joshua Howard
- 1949 : The Interrupted Journey : Mr. Clayton
- 1949 : Maytime in Mayfair : Inspector

### comme réalisateur
- 1930 : Rookery Nook
- 1930 : On Approval
- 1930 : Canaries Sometimes Sing
- 1930 : Tons of Money
- 1931 : A Night Like This
- 1931 : Plunder
- 1932 : Thark
- 1932 : Leap Year
- 1933 : Turkey Time
- 1933 : The Blarney Stone
- 1933 : Leave It to Smith
- 1933 : A Cuckoo in the Nest
- 1934 : Stormy Weaver
- 1934 : A Cup of Kindness
- 1935 : Lady in Danger
- 1935 : Foreign Affaires
- 1935 : Fighting Stock
- 1935 : Stormy Weaver
- 1936 : Pot Luck
- 1936 : Dishonour Bright
- 1937 : For Valour
- 1938 : Second Best Bed
- 1938 : Old Iron

### comme producteur
- 1924 : Tons of Money
- 1938 : Old Iron